# Большой Гиссарский канал
Большой Гиссарский канал (сокращённо БГК тадж. Канали калони Ҳиссор) — водный объект, построенный в 1940—1942 годах с целью улучшения гидрологических, почвенных и агроклиматических условий, а также повышения эффективности использования земельных и водных ресурсов для получения высоких и устойчивых урожаев сельскохозяйственных культур ряда районов республиканского подчинения Таджикистана и Сурхандарьинской области Узбекистана, расположенных в Гиссарской долине. Соединяет реку Варзоб с рекой Каратаг.

## География
Расположен в западных районах республиканского подчинения Таджикистана. Длина — 49,3 км, ширина по поверхности воды — 32 м, глубина — 2 м. Расход воды в месте впадения в реку Каратаг (устье) — 15-20 м³/с. Впадая в Каратаг, канал увеличивает ирригационные возможности Турсунзадевского района Таджикистана и Денауского района Узбекистана.
На протяжении канала построено более 70 гидротехнических сооружений. Самые крупные из них это плотина на реке Варзоб и дюкер реки Ханака.
Канал разделён на несколько рукавов: Говкуш, Чоряккорон, Кампиркала, Гиссар, Янгиобод и Ойим с расходом воды от 2 до 6 м³/с в каждом. На канале установлены две насосные станции Янгичоряккорон и Янгиобод для орошения 1,5 тысяч гектаров земель.

## Строительство
Строительство канала начато 5 сентября 1940 года на плотине через реку Душанбинка под руководством Николая Давыдовича Свириденко (1902—1945 гг.), который также являлся главным конструктором и главным инженером данного сооружения.
На строительство объекта, который был организован методом хашара, были привлечены более 1500 колхозников Варзобского, Железнодорожного и Сталинабадского районов. Затем, в декабре 1940 года, рабочие со строительства Памирского тракта пополнили отряд канала. В феврале 1941 года к строительству присоединились 25 000 колхозников из Сурхандарьинской области Узбекистана.
В эксплуатацию канал был сдан 12 сентября 1942 года. В результате было достигнуто орошение около 30 000 гектаров плодородных земель районов республиканского подчинения Таджикистана и более 10 000 гектаров земельных угодий Сурхандарьинской области Узбекистана.